# Thorp Arch
Thorp Arch, est un village dans le comté du Yorkshire de l'Ouest en Angleterre. Le village est près de Wetherby, Clifford, et Boston Spa.